# Laboratoires Cutter
Pour les articles homonymes, voir Cutter.
Les Laboratoires Cutter sont une société pharmaceutique située à Berkeley, en Californie, fondée en 1897 par Edward Ahern Cutter et rachetée par Bayer en 1974. En 1955, ils sont impliqués dans la pire catastrophe liée aux vaccins dans l'histoire des États-Unis.

## Histoire
Fondée en 1897 par Edward Ahern Cutter, l'entreprise commercialise des vaccins et des sérums, notamment contre la peste porcine, par la culture des tissus. La société connaît une forte croissance pendant la Seconde Guerre mondiale car le gouvernement passe d'importantes commandes de plasma sanguin et de pénicilline.
Après le décès d'Edward Cutter, ses trois fils dirigent la société, puis à la génération suivante la direction revient à son petit-fils. En 1974, les laboratoires sont rachetés par Bayer.

## «L'incident» de Cutter
En 1952, les États-Unis connaissent leur pire épidémie de poliomyélite : 57 000 personnes sont atteintes, 21 000 paralysées et 3 145 décèdent. En 1953, 35 000 personnes sont infectées et, en 1954, 38 000. Ces contagions sèment la panique dans la population.
Le 12 avril 1955, après des essais cliniques réussis pour le vaccin contre la poliomyélite, les Laboratoires Cutter font partie des entreprises auxquelles le gouvernement des États-Unis accorde l'autorisation de produire le vaccin formulé par Jonas Salk. Anticipant la demande de ce vaccin, les sociétés avaient déjà produit les stocks de marchandises en attendant de les livrer dès que la licence serait signée.
Le drame sanitaire, connu sous le nom d'incident de Cutter (Cutter Incident), concerne des lots de vaccins contaminés par le virus vivant de la poliomyélite, malgré des tests de sécurité probants. Après leur vaccination, des patients ont signalé des cas de contamination et les laboratoires Cutter retirent leurs lots du marché le 27 avril. Par erreur, Cutter avait livré 120 000 doses contenant le virus actif. Parmi les enfants vaccinés, 40 000 ont développé la poliomyélite abortive et 56 la variante paralytique (dont cinq décès). Cette contamination conduit à une épidémie chez les familles et les communautés des enfants atteints, provoquant 113 cas de paralysie et 5 décès.
Après enquête par les National Institutes of Health (NIH), aucune défaillance n'est détectée dans les méthodes de production des laboratoires Cutter. En juin 1955, une audition parlementaire conclut que le principal problème était le manque de surveillance de la part des NIH (et leur confiance excessive envers les rapports de la National Foundation for Infantile Paralysis).
Par la suite, Cutter fait l'objet de poursuites judiciaires ; la première porte le nom de Gottsdanker v. Cutter Laboratories. Les jurés ont estimé que les Laboratoires Cutter n'avaient pas fait preuve de négligence mais qu'ils avaient enfreint le principe d'implied warranty (en) ; les plaignants ont reçu des indemnisations. Ce cas a servi de précédent pour les procès qui ont suivi. Les cinq sociétés qui avaient produit le vaccin Salk en 1955 — Eli Lilly, Parke-Davis, Wyeth, Pitman-Moore et Cutter — rencontraient des difficultés pour rendre le virus de la poliomyélite entièrement inactivé. Outre Cutter, trois autres entreprises ont été poursuivies, mais les cas ont été réglés hors tribunal.
L'incident de Cutter est la pire catastrophe liée aux vaccins dans l'histoire des États-Unis : les lots contaminés ont exposé plusieurs milliers d'enfants au virus vivant de la poliomyélite. Les laboratoires de contrôle biologique du réseau NIH, qui avaient délivré la certification pour les vaccins de Cutter, avaient déjà reçu des avertissements auparavant : en 1954, un membre du personnel, Bernice E. Eddy, avait signalé à ses supérieurs hiérarchiques que certains des singes inoculés avaient développé une paralysie, mais le directeur des NIH n'avait pas voulu écouter.
En 2005 paraît un ouvrage retraçant la catastrophe des vaccins Cutter : The Cutter Incident: How America’s First Polio Vaccine Led to the Growing Vaccine Crisis, écrit par  Paul A. Offit, directeur du Vaccine Education Center au Children’s Hospital de Philadelphie.

### Documentation
- (en) Paul A. Offit, The Cutter Incident: How America’s First Polio Vaccine Led to the Growing Vaccine Crisis, Yale University Press, 2005, 238 p. (ISBN 0-300-10864-8).